# ピギーバック法
ピギーバック法（英:Piggyback）とは、心臓移植術の術式の1つ（俗称）である。

## 心臓移植
心臓移植は、心臓にメスを入れても治療できない重篤な心疾患に対する心臓手術の1つである。日本での実施可能施設は9施設であり、これらの施設すべてで心臓移植が実施されている。日本での症例数は他の先進国と比較して比較的少ない。実施数は改正臓器移植法の施行前の12年9ヵ月間に69件、法改正後の4年5ヵ月間に153件の通算222件である。（2014年12月31日現在）法改正前までは国立循環器病研究センターと大阪大学が3分の2を占めていたが、近年は東京大学の実施数が増え、国立循環器病研究センター、大阪大学、東京大学の3施設がほぼ同数実施している。移植後は拒絶反応を抑えるために免疫抑制剤等を投与し、免疫抑制剤により免疫の低下による感染症を予防するためにさまざまな薬剤を投与する。これは原則として終身的な投与となる。現在、免疫抑制剤を利用しないもしくは使用量を低減する手法が模索されている。　　　　

## ピギーバック法とは
通常の移植では、レシピエントの心臓を丸ごと摘出してからドナーの心臓を移植するが、ピギーバック法では、レシピエントの心臓は摘出せず、その心臓がドナー心臓を背負うような形で移植する。一般的にはドナーの心臓は右前胸郭部に置かれる。実施率は全世界で全手術の１％程度である。

## 利点
- 重症の肺高血圧を持つ場合に有効な手法になる。
- ドナーの心臓の虚血時間を短縮できる。
- 自分の心臓を摘出せずに温存できるため将来的に心臓病が治癒した場合に移植した心臓を摘出する手術を行うことで免疫抑制剤などの投与を中止することが可能になる。
- 通常の心臓移植は移植した心臓に強い拒否反応があらわれた場合は強力な免疫抑制剤を投与することで抑制するが、血栓が多量にでき血管が閉塞してしまうなどどうしても抑制できない場合がある。

その場合根治をあきらめて移植した心臓を摘出し、補助心臓などで再度延命治療に切り替える等の対応が可能である。移植前の検査の発展で大きな拒否反応が起こるリスクはやや減少したが、心臓移植で免疫抑制剤を投与しても拒否反応が全くなかったケースは1例も日本では報告されていない。特に種特異的自然抗体による超急性拒絶反応が起こった場合、免疫抑制剤では抑制できず、早急に移植心を摘出する必要がある。また、移植後3ヵ月後以降に現れる慢性拒絶反応にも有効な免疫抑制剤は少ない。現状では移植後から3ヵ月程度までに現れる急性拒絶のコントロールが主眼となっている。

## 欠点
- 2つの心臓が入る都合上、ある程度大きな体格（最低150cm以上、推奨としては170cm以上）が必要であるため、小柄な体型や子供などにはリスクが大きく行いにくい術式である。日本ではあまり行われていない大きな理由の１つである。

- 2つ目の心臓をいれるためのスペースを確保するため、体の一部を切除や切り開くために身体への負担が比較的大きい。心臓移植以外で治療不可能な病気であることを踏まえると体力な条件に厳しい場合がある。

- 全置換術と比べて行える医師が世界的に少ない。過去に試験的な手術を行った医師はある程度いるが、先進国では全置換手術が主流になったため、近年では行える医師そのものがおらず、そしてピギーバック法を治療手段として認めていない病院も多い。これはピギーバック法に限らずバチスタ手術など心臓手術の発展とともに行われる数が少なくなったものが多数含まれている。行う場合は大学病院などの倫理委員会で特別に個別の審査及び許可が必要になるケースが多く、わざわざピギーバック法を行うメリットもデメリットと比べて大きいケースが少なく、審査申請自体がまず少ない。2017年度は日本では実施は0であった。
- 手術の死亡率が比較的に高い。手術自体の難易度の高く、全心移植の1％程度の実質率などで専門に行える医師が少なく、技術の未熟さ、身体への負担の大きさなどが原因である。
- ドナーの心臓を胸腔に入れる場合、呼吸機能が阻害されるため、呼吸能力の低下を招く。また、不全心が身体に残留すること、呼吸機能が低下することから移植後も運動に大きな制限がかかる場合もある。
- レシピエントの不全心の治療を継続して行う必要がある。また、この心臓に由来する血栓などのリスクを伴う。

## その他
フジテレビ系テレビドラマの「医龍-Team Medical Dragon2-」でも取り上げられた。